# Hypoponera trigona
Hypoponera trigona är en myrart som först beskrevs av Mayr 1887.  Hypoponera trigona ingår i släktet Hypoponera och familjen myror.

## Underarter
Arten delas in i följande underarter:
- H. t. cauta
- H. t. trigona

## Bildgalleri

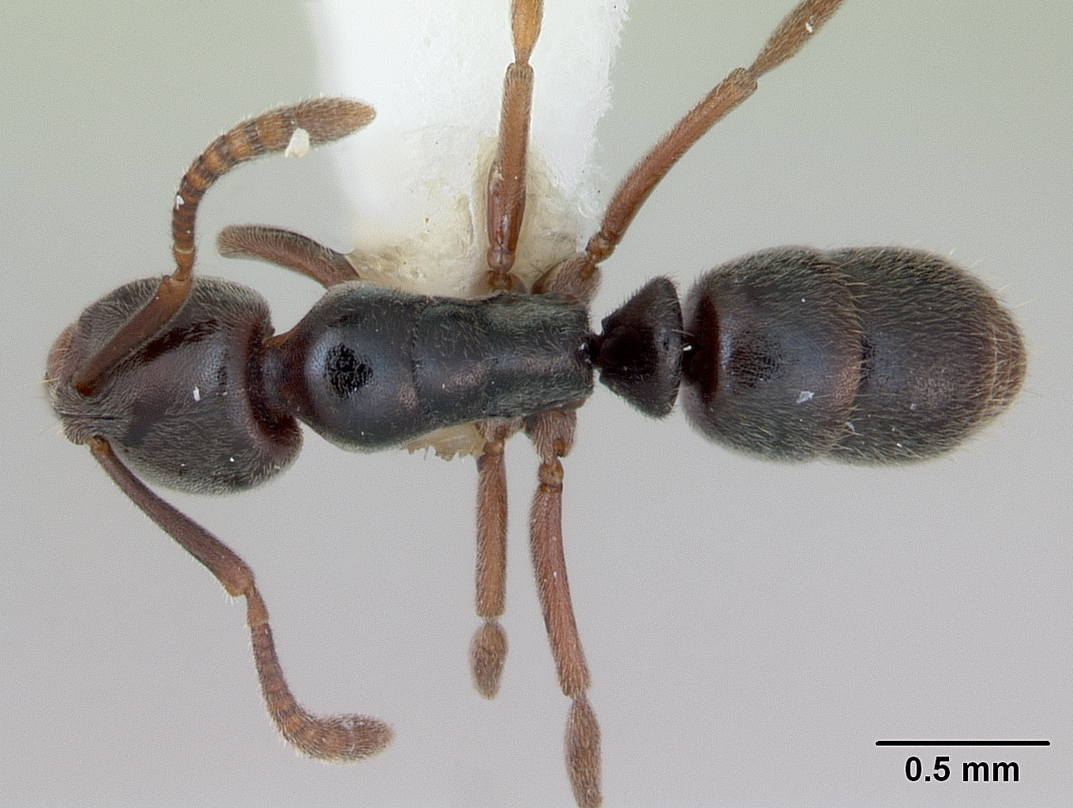
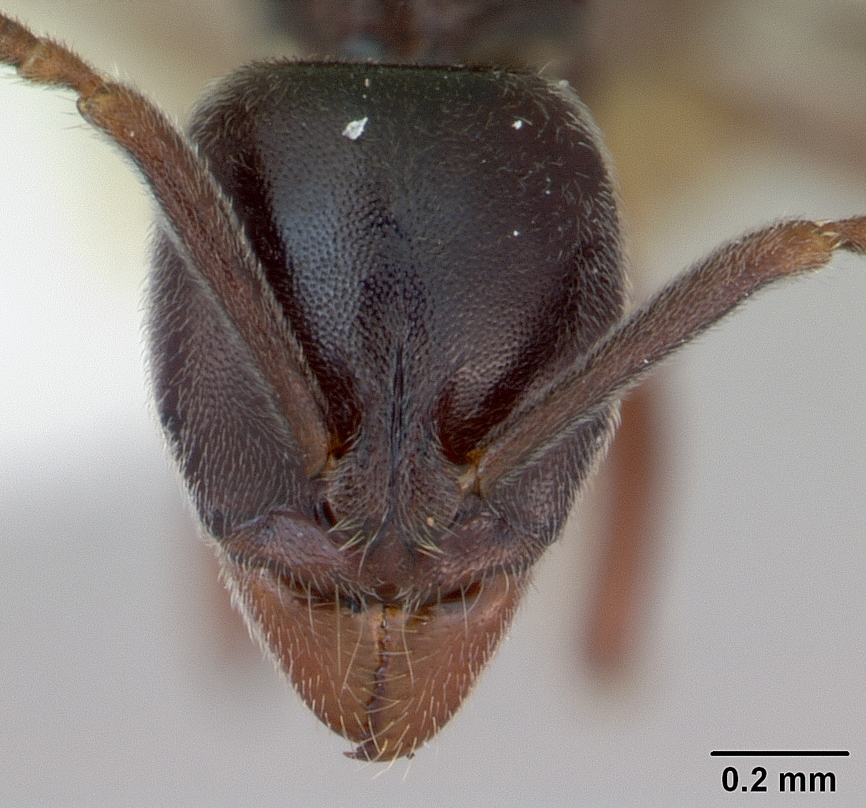
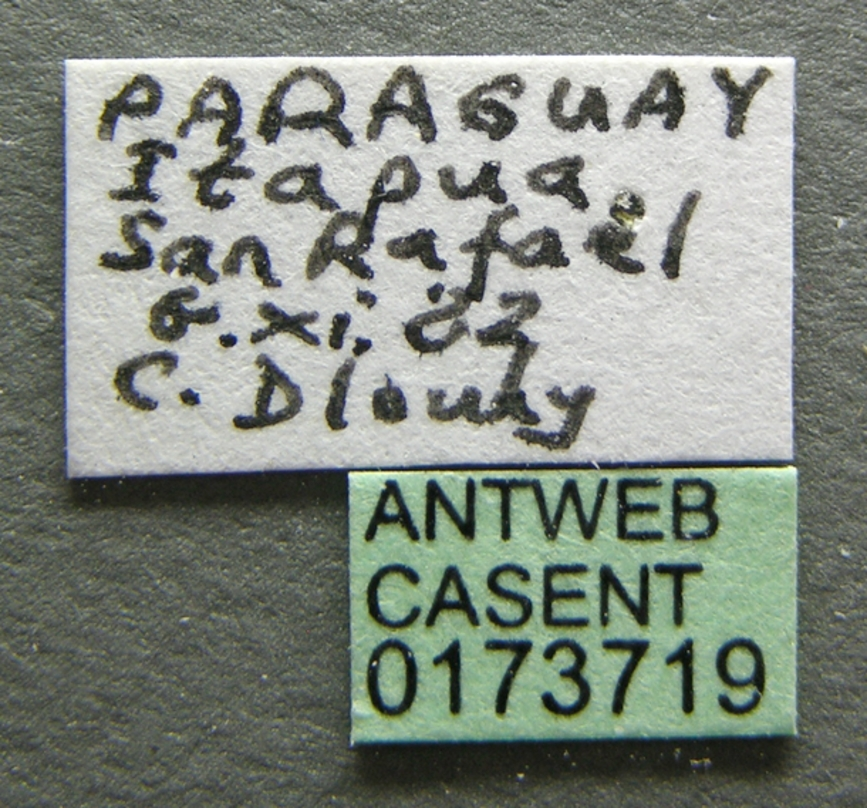
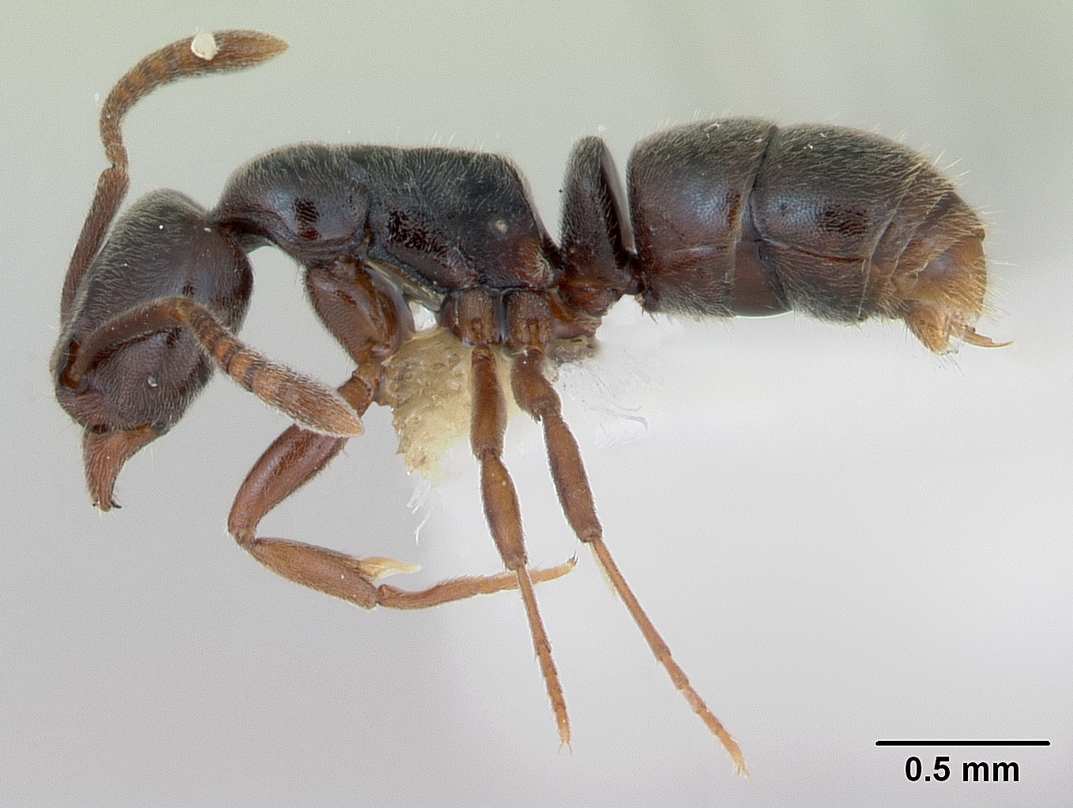